# Eric Fleming
Eric Fleming, właśc. Edward Heddy, Jr. (ur. 4 lipca 1925 w Santa Paula, zm. 28 września 1966 w Tingo María) – amerykański aktor. Odtwórca roli Gila Favora w serialu CBS Rawhide (1959–1965).

## Życiorys
Urodził się w Santa Paula w Kalifornii jako syn Mildred Anderson i Edwarda Henry’ego Heddy’ego, pracownika naftowego. Urodził się ze stopą końsko-szpotawą, do poruszania się potrzebował kul i często był dotkliwie bity przez ojca. W wieku ośmiu lat próbował zabić ojca bronią, która się zacięła. Niedługo potem opuścił dom, najpierw wyjechał do Los Angeles, a następnie do Chicago, gdzie związał się z gangsterami, wykonując dla nich dorywcze prace, aby zarobić pieniądze. W wieku 11 lat, po tym, jak został ranny w strzelaninie między gangsterami i trafił do szpitala, wrócił do domu, do matki, która była już rozwiedziona.
Podczas wielkiego kryzysu porzucił szkołę i pracował na różnych stanowiskach, aż wstąpił do marynarki handlowej, a następnie podczas II wojny światowej w 1942 dołączył do United States Navy. Był Seabees w 88. Batalionie Budownictwa Marynarki Wojennej jako cieśla. Służył do 1945  i został podoficerem drugiej klasy.
Odniósł poważne obrażenia twarzy podczas zakładu, w którym próbował podnieść ciężar o wadze 91 kg i musiał przejść rozległą operację plastyczną, aby zrekonstruować czoło, nos i szczękę. Wcześniej Fleming zawsze uważał się za „paskudnego”.
Fleming zadebiutował jako aktor w przedstawieniu Happy Birthday Anity Loos. Występował na scenie w Chicago oraz udanych sztukach na Broadwayu, w tym Wieża poza tragedią Robinsona Jeffersa (1950) jako straż królowej z Judith Anderson, Stalag 17 (1952) w reż. José Ferrera w roli McKaya i Witherspoona, Moje 3 anioły (1953) jako porucznik, Portret damy Henry’ego Jamesa (1954) w roli Caspara Goodwooda i Oferma w armii Iry Levina (1955) jako Irvin Blanchard. Mniej więcej w tym samym czasie zaczął grać w serialach telewizyjnych. Następnie Fleming przeniósł się do Hollywood i zagrał w kilku niskobudżetowych filmach, w tym w Podboju kosmosu (Conquest of Space, 1955) jako kapitan Barney Merritt, Strachu (Fright, 1956), Królowej kosmosu (Queen of Outer Space, 1958) z Zsą Zsą Gabor i Klątwie nieumarłych (Curse of the Undead, 1959).
Fleming podpisał kontrakt z rolą w High Jungle, dwuczęściowym odcinku krótkotrwałego serialu Off to See the Wizard, przeznaczonego również do dystrybucji kinowej w Europie. Sześć tygodni po rozpoczęciu zdjęć w Peru Fleming i jego partner Nico Minardos podróżowali dłubanką, która przewróciła się w rzece Huallaga. Minardosowi udało się dopłynąć w bezpieczne miejsce. Fleming został porwany przez prąd i utonął 28 września 1966 w wieku 41 lat, pozostawiając narzeczoną Lynne Garber. Jego ciało odnaleziono trzy dni później. Produkcja odcinka została zakończona.

## Wybrana filmografia
- 1959–1965: Rawhide jako Gil Favor
- 1966: Kosmiczne przygody Jennifer (The Glass Bottom Boat) jako Edgar Hill
- 1966: Bonanza jako Heber Clauson / Wes Dunn